# Ранчіто (Беліз)

Ранчіто (англ. Ranchito) — поселення на півночі Белізу, в однойменному окрузі Коросаль поруч з адміністративним центром краю.

## Розташування
Ранчіто знаходиться на узбережжі Карибського моря і його затоки-бухти Четумаль, зокрема бухти Коросаль. Неподалік поселення знаходиться велике прісноводне озеро Ранчіто Лагуна (Ranchito Lagoon). Місцевість навколо Ранчіто рівнинна, помережена невеличкими річками та болотяними озерцями, найбільша водна артерія протікає в кількох кілометрах південніше — Ріо-Нуево (Rio Nuevo).

## Населення
Населення за даними на 2010 рік становить 1340 осіб. З етнічної точки зору, населення — це суміш, метиси, креоли та майя.
| Рік       | 2000 | 2010 |
| --------- | ---- | ---- |
| Населення | 1045 | 1340 |

## Клімат
Ранчіто знаходиться у зоні тропічного мусонного клімату. Середньорічна температура становить +24 °C. Найспекотніший місяць квітень, коли середня температура становить +26 °C. Найхолодніший місяць січень, з середньою температурою +21 °С. Середньорічна кількість опадів становить 3261 міліметрів. Найбільше опадів випадає у жовтні, в середньому 404 мм опадів, самий сухий квітень, з 46 мм опадів.